# Орден Заслуг (Португалія)
Орден Заслуг (порт. Ordem do Mérito) — державна нагорода Португалії, що вручається за видатні заслуги в державному або приватному секторі.

## Історія
Заснований орден 30 січня 1929 року президентом Республіки Португалія Ошкаром Фрагозу під назвою «орден Благодійності» або «Добрих намірів» (порт. Ordem da Instrução e da Benemerência). У 1976 році перейменований в орден Заслуг.

## Ступеня
Орден має шість ступенів:
- — Кавалер Великого хреста (Grã-Cruz — GCM);
- — Гранд-офіцер або Великий офіцер (Grande-Oficial — GOM);
- — Командор (Comendador — ComM);
- — Офіцер (Oficial — OM);
- — Кавалер (Medalha — MedM);
- Почесний член (Membro Honorário — MHM).

При цьому Великий хрест носиться на широкій стрічці (чорна стрічка з жовтою смужкою посередині) через плече (від правого плеча до лівого стегна), а гранд-офіцери і командори — на шиї. Перші три ступені мають нагородні планки (перші дві c позолотою, для III ступеня — посріблена). Кавалер носить орден на стрічці, з розеткою, на лівій стороні грудей.

## Знаки відмінності
Орден являє собою синій емальований мальтійський хрест в золотій оправі, підвішений на золотому лавровому вінку. У центрі хреста знаходиться золотий медальйон з білим емалевим кільцем навколо золотої п'ятикутної зірки в синьому колі. Навколо кільця розташований напис: BEM MERECER. На зворотному боці ордену знаходиться герб Португалії, розташований в центрі блакитного кільця з написом REPÚBLICA PORTUGUESA.